# Yves Nicolazic

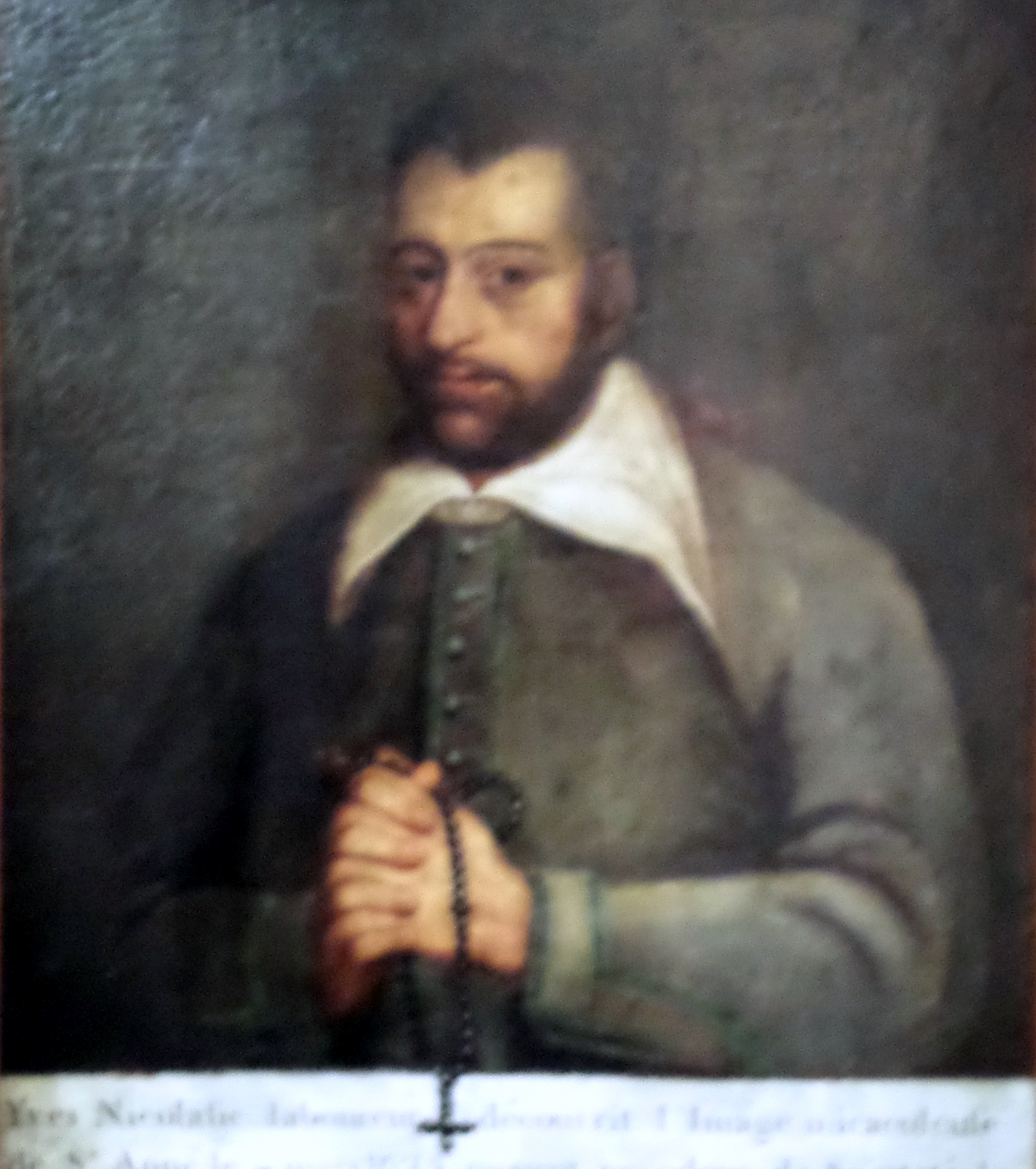
Portret Iwa Nicolazica w bazylice św. Anny w Sainte-Anne-d’Auray

Yves Nicolazic (ur. 3 kwietnia 1591, zm. 13 maja 1645) – bretoński chłop. Według jego relacji od 1623 roku doznał serii wizji, w których ukazała się święta Anna, matka Marii z Nazaretu. Pod wpływem jego objawień wzniesiono bazylikę pod wezwaniem świętej Anny w miejscowości Sainte-Anne-d’Auray.